# اندرو لیتل
اندرو لیتل (انگلیسی: Andrew Little؛ زادهٔ ۷ مهٔ ۱۹۶۵) سیاست‌مدار اهل نیوزیلند است.